# Merlieux-et-Fouquerolles
Merlieux-et-Fouquerolles – miejscowość i gmina we Francji, w regionie Hauts-de-France, w departamencie Aisne.
Według danych na styczeń 2014 roku gminę zamieszkiwały 282 osoby, a gęstość zaludnienia wynosiła 48,8 osób/km².